# Xirgazy Khan
Xirgazy Khan (Sergazy Khan) fou kan de l'Horda Petita Kazakh.
Fou elegit el 1812 després de més de dos anys de vacant del càrrec que van seguir la mort del seu germà Jantiura Khan el 1809 durant els quals Karatai Khan, fill de Nurali Khan va intentar imposar-se sense gaire èxit com a kan. Fou reconegut per Rússia i Levchine diu que el 1824 encara vivia però no governava i que l'Horda s'havia fraccionat en tres districtes els caps dels quals eren independents del kan. Un d'aquestos districtes, al sud, estava governat per Aryngazy Khan, successor de Karatai. Segon Schuyler les tres divisions estaven governades per prínceps regents i les divisions estaven fetes amb cura per respectar els drets i distincions tribals. Els tres prínceps eren a titelles de Rússia o rebels.
El 1833 es va fundar la fortalesa de Novo Alexandrovski, més tard Mangishlak, a la part oriental de la mar Càspia, amb la finalitat de protegir al pescadors del Yemba dels saquejadors. El 1835 es va establir una nova línia de fortins entre el riu Ural i el riu Ui i el territori entre aquestos dos fou agregat al territori dels cosacs d'Orenburg.